# Irenensee
Der Irenensee ist ein künstlich angelegter Bade- und Freizeitsee in Uetze in der Region Hannover in Niedersachsen. Angrenzend an den Irenensee befindet sich eine weitere künstlich angelegte Wasserfläche mit mehreren Gewässerarmen, die als Spreewaldseen bezeichnet werden, benannt nach dem Spreewald in Brandenburg.

## Beschreibung

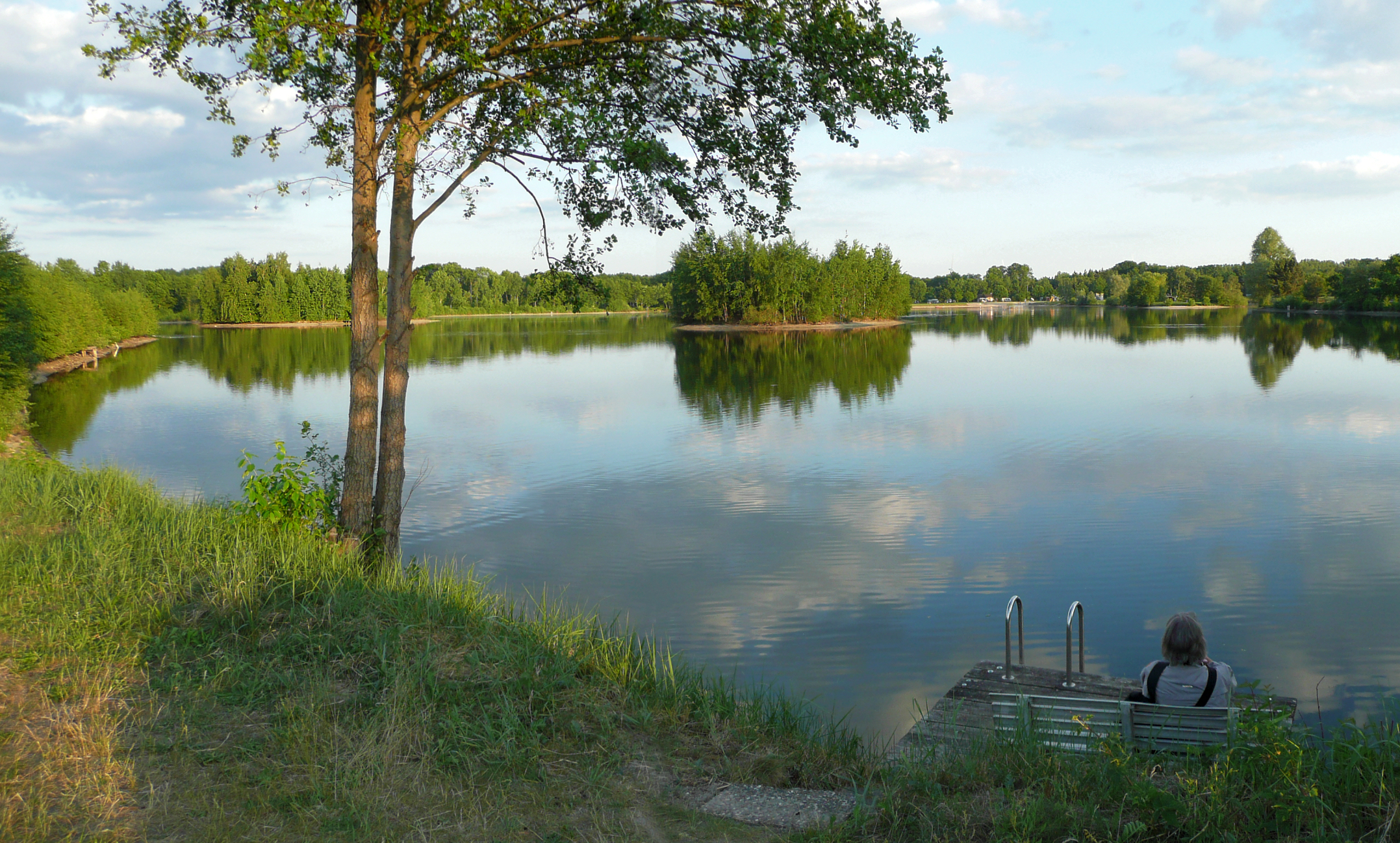
Irenensee im nördlichen Bereich

Der Irenensee liegt umgeben von Wäldern und einem Campingplatz in einem 120 Hektar großen Naherholungsgebiet an der B 188. Westlich grenzt das Naturschutzgebiet Schilfbruch an und nördlich liegt das Naturschutzgebiet Fuhse-Auwald. Der rund 14 Hektar große See mit einer maximalen Wassertiefe von vier Metern hat in Nord-Süd-Richtung eine Ausdehnung von bis zu 600 Metern in West-Ost-Richtung eine Ausdehnung von etwa 350 Metern. Im See gibt es vier kleinere Inseln und eine längliche Halbinsel. Das Baden ist an einem Sandstrand von 160 Meter Länge möglich. Das Gewässer wird vom Grundwasser durchströmt und hat einen Zufluss durch einen Graben, der die umliegenden Äcker und Wiesen entwässert. Ein dem See vorgelagerter Teich dient als Vorreinigung für mögliche Verschmutzungen des zugeleiteten Oberflächenwassers. Freizeitmöglichkeiten im See sind Baden, Surfen, Segeln und Paddeln und am See Basketball, Beachvolleyball und Angeln. Es besteht ein gastronomisches Angebot durch einen Imbiss, ein Restaurant und einen Kiosk. Beherbergungsmöglichkeiten bestehen neben Camping durch Ferienhäuser und einen Stellplatz für Mobilheime.

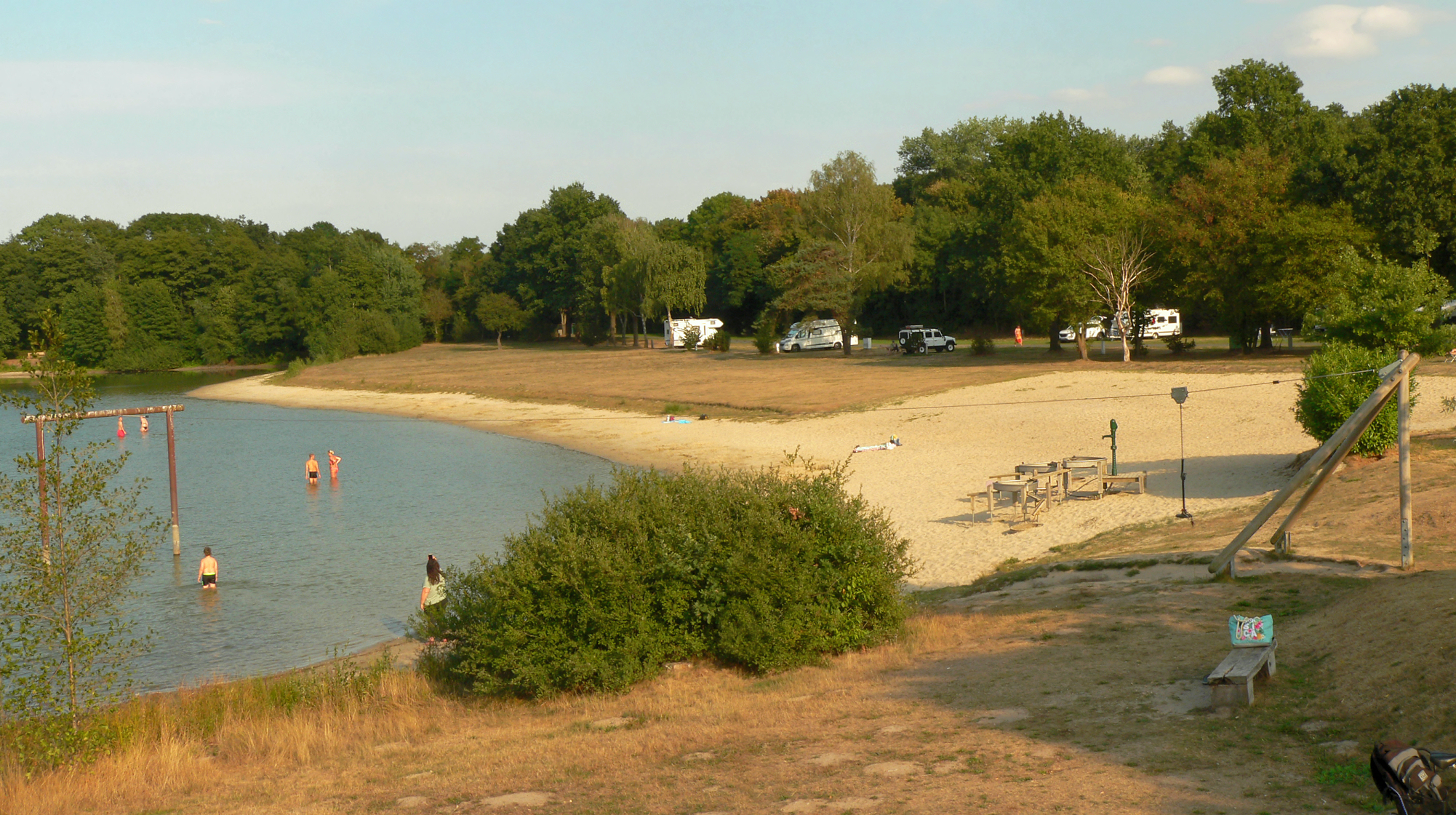
Badestrand mit Drahtseilanlage
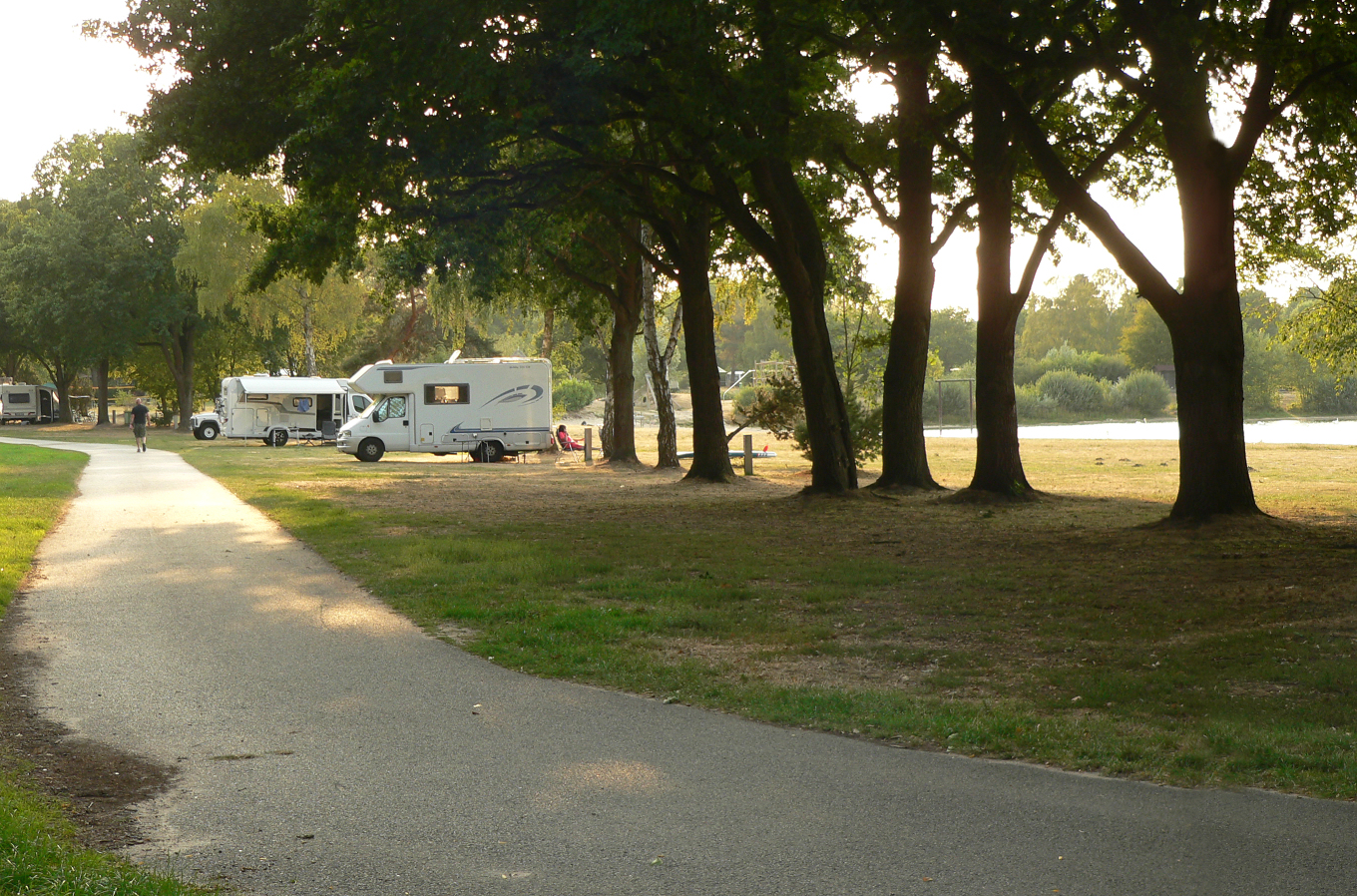
Wohnmobile am See
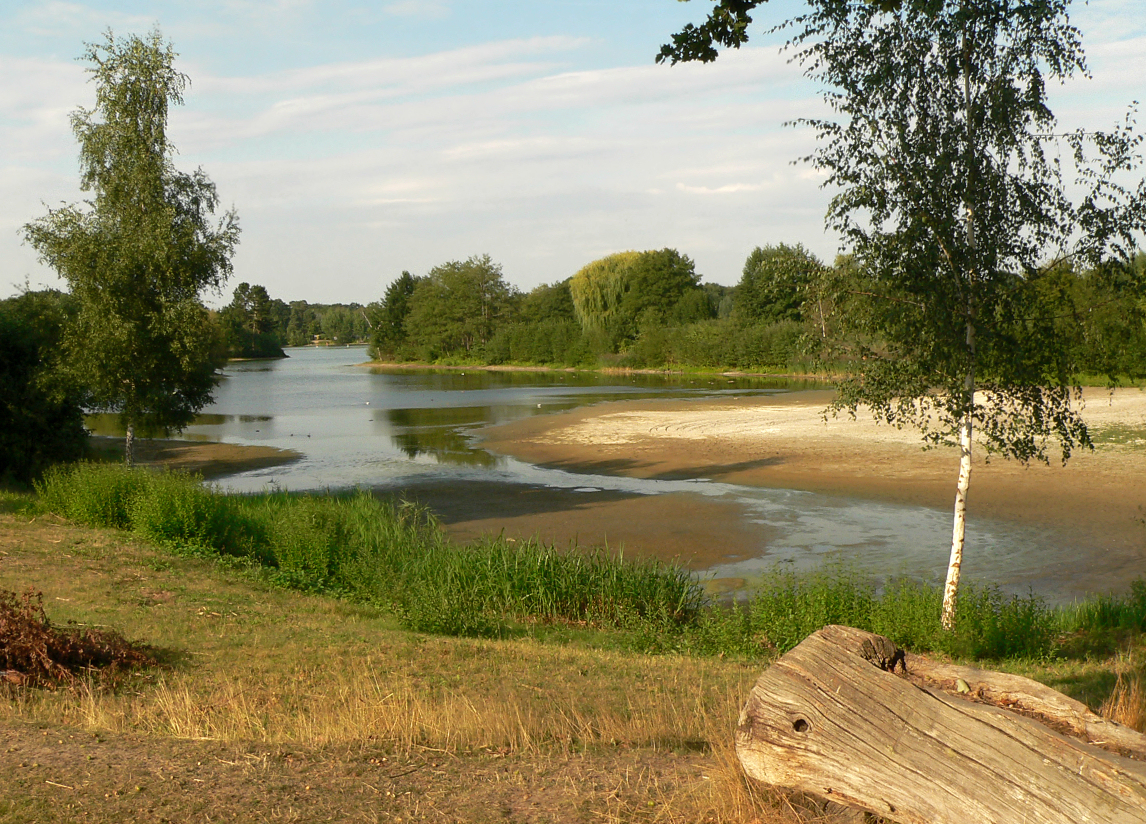
Flacher Seebereich bei niedrigem Wasserstand

### Spreewaldseen

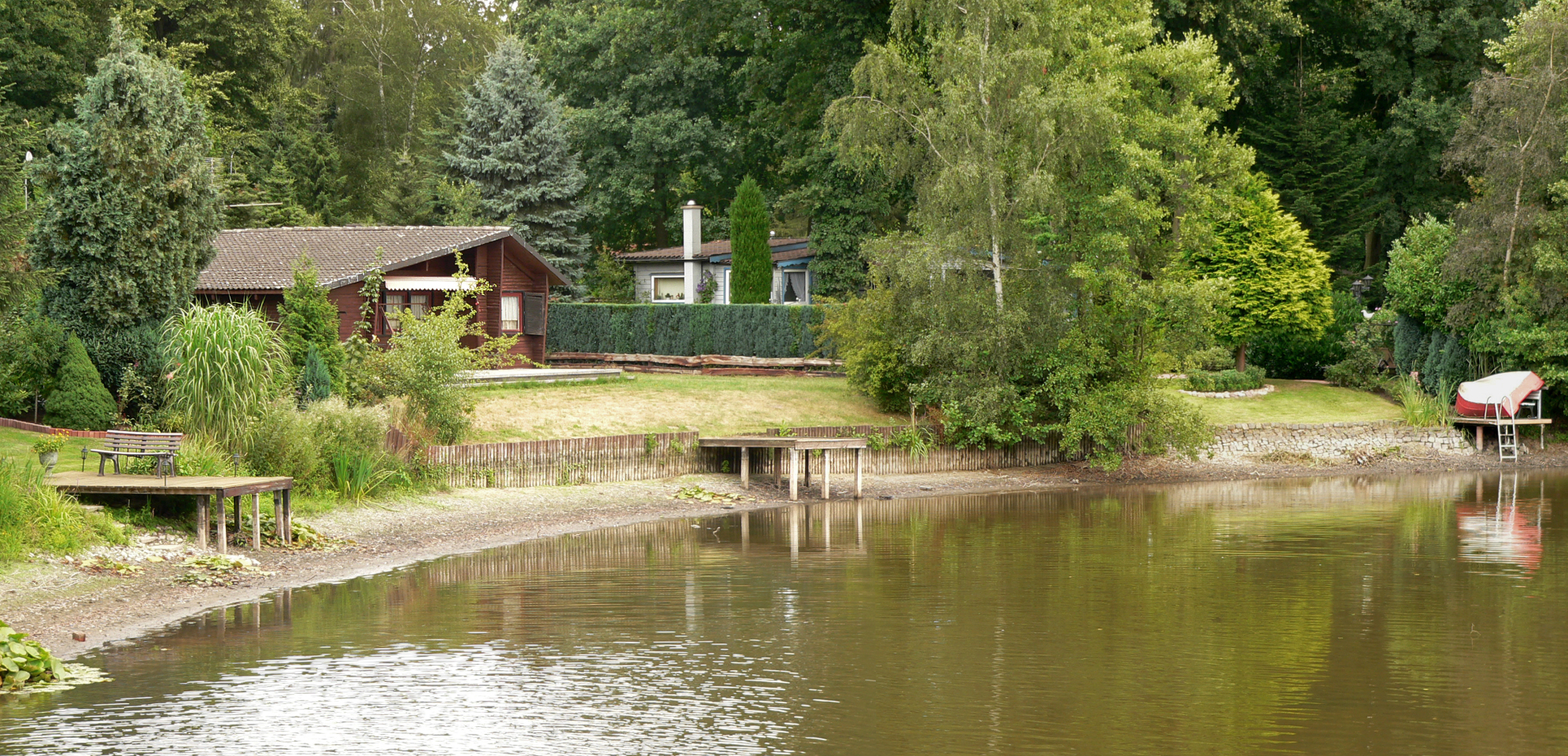
Spreewaldseengebiet mit Wochenendhäusern und Bootsanlegestellen

Unmittelbar nördlich angrenzend an den Irenensee befindet sich das Erholungsgebiet Spreewaldseen an einer künstlich geschaffenen Wasserfläche, die kanalartige Gewässerläufe  verbinden. An den Ufern stehen Wochenendhäuser mit Bootsanlegestellen. Das flache Gewässer ist durch die Schaffung von Landzungen und Inseln so gestaltet, dass es wie die Landschaft des Spreewaldes wirkt. Das Gebiet mit 200 Grundstücken wurde um das Jahr 2010 von einem Wochenendgebiet in ein Wohngebiet umgewandelt. Die Spreewaldseen haben keinen Zufluss, sondern speisen sich von Oberflächenwasser. Sie dienen als Regenrückhaltebecken für den Ort Uetze.

### Wassermangel im Spreewaldseengebiet
In jüngerer Zeit ging der Wasserspiegel der etwa einen Meter tiefen Spreewaldseen in Dürresommern im Rahmen der Klimakrise stark zurück, unter anderem 2018 und 2019. 2020 gab es infolge niedrigen Wasserstandes ein massives Fischsterben. Während der Dürre und Hitze in Europa im Jahr 2022 trocknete das Gewässer, abgesehen von einzelnen bis zu 50 cm tiefen Wasserstellen, aus. Ursachen waren die hohe Verdunstung infolge der Hitze und der fehlende Zufluss.
Aufgrund des Wassermangels im Bereich Uetze seit 2018 mit Ernteausfällen, Waldschäden und Fischsterben kündigte die Region Hannover 2021 ein Konzept zum Wassermanagement an. Sie beantragte beim Bundesumweltministerium im Bereich des Programms „Maßnahmen zur Anpassung an den Klimawandel“ eine Förderung von 260.000 Euro.

Trockenfallen der Spreewaldseen 2022
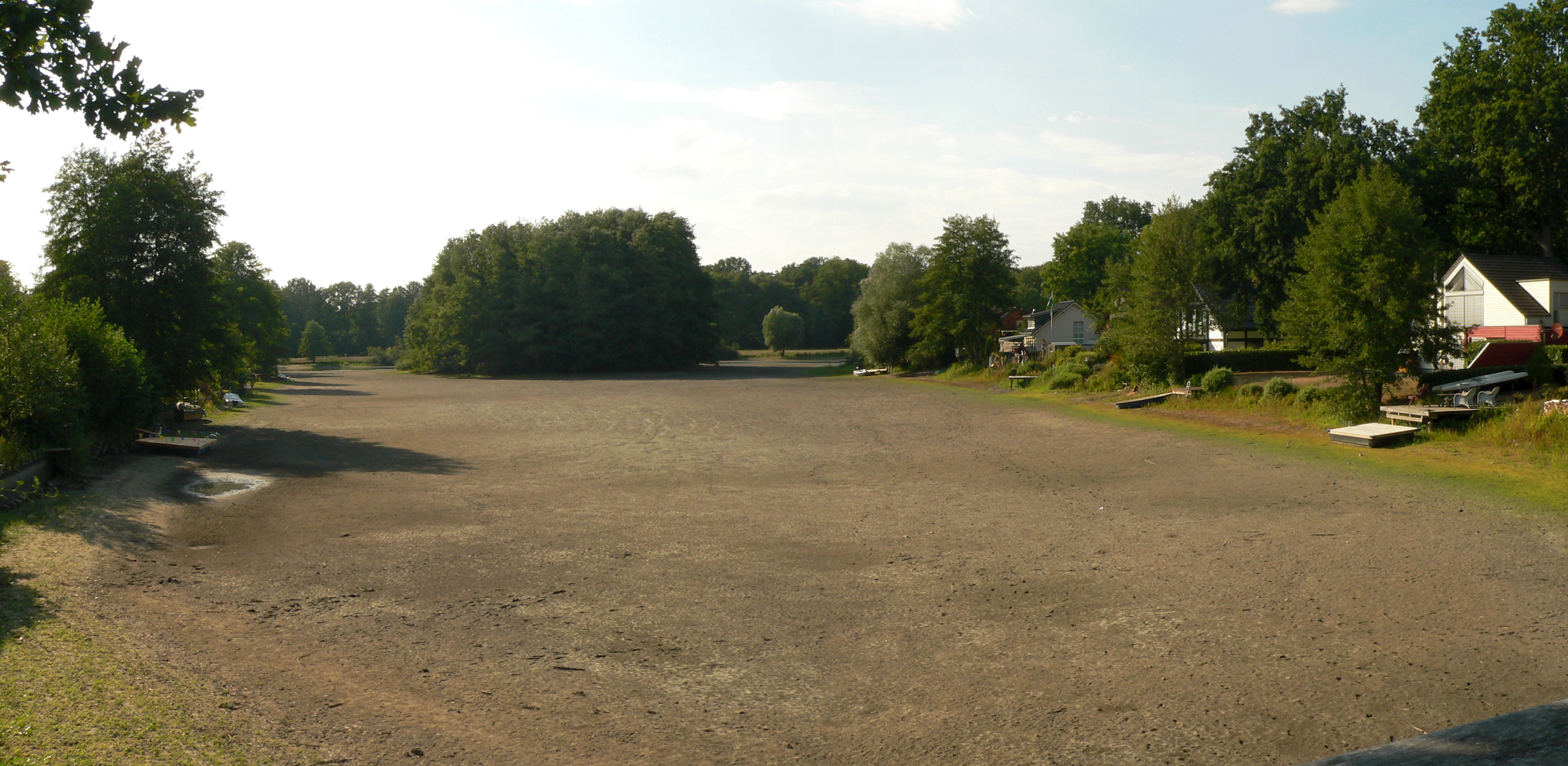
Ausgetrocknete Wasserfläche mit Insel
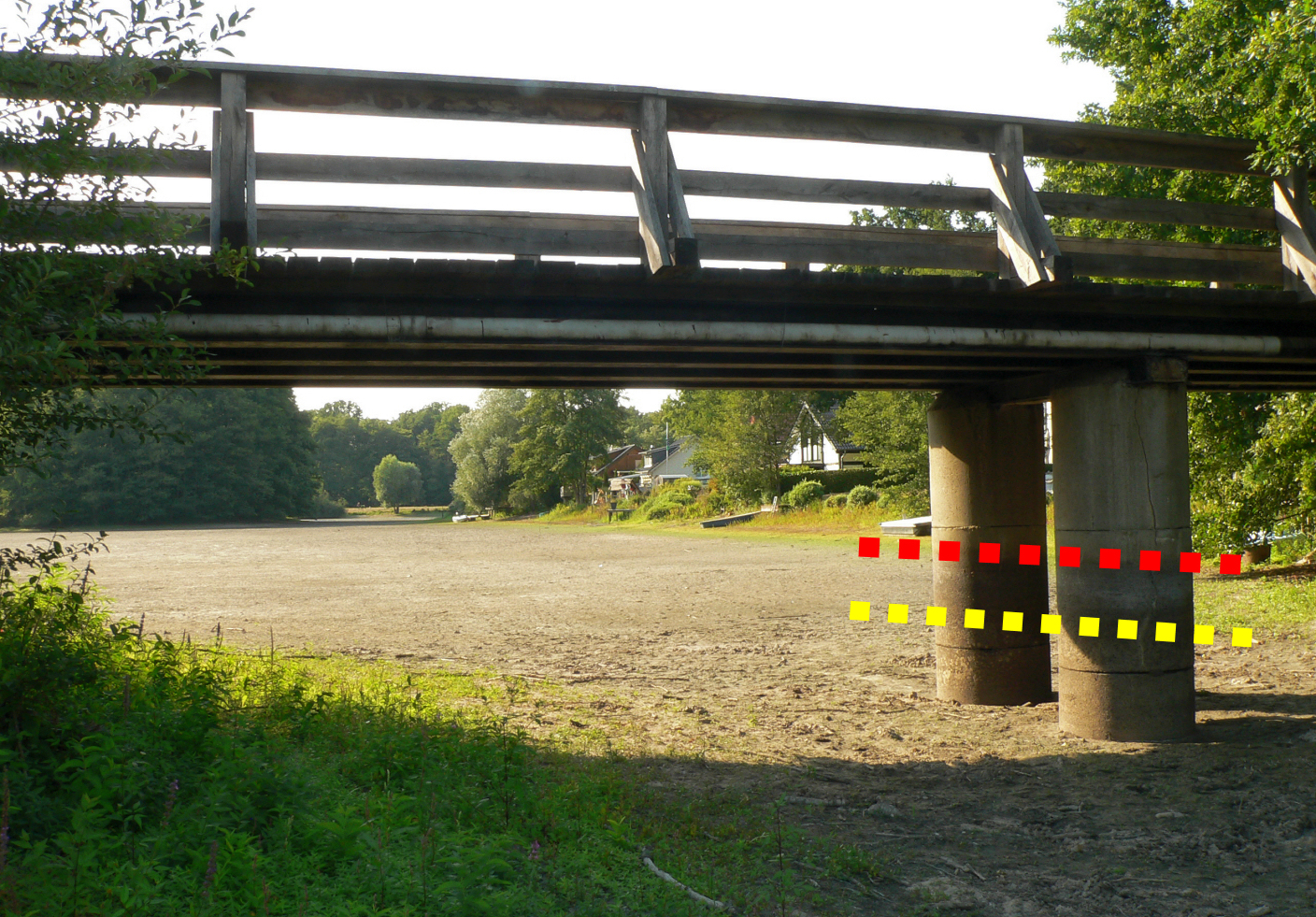
Brücke über einen trocken gefallenen Gewässerarm mit roter und gelber Punktlinie, die den üblichen Wasserstand zwischen 1 und 1,2 Meter anzeigen
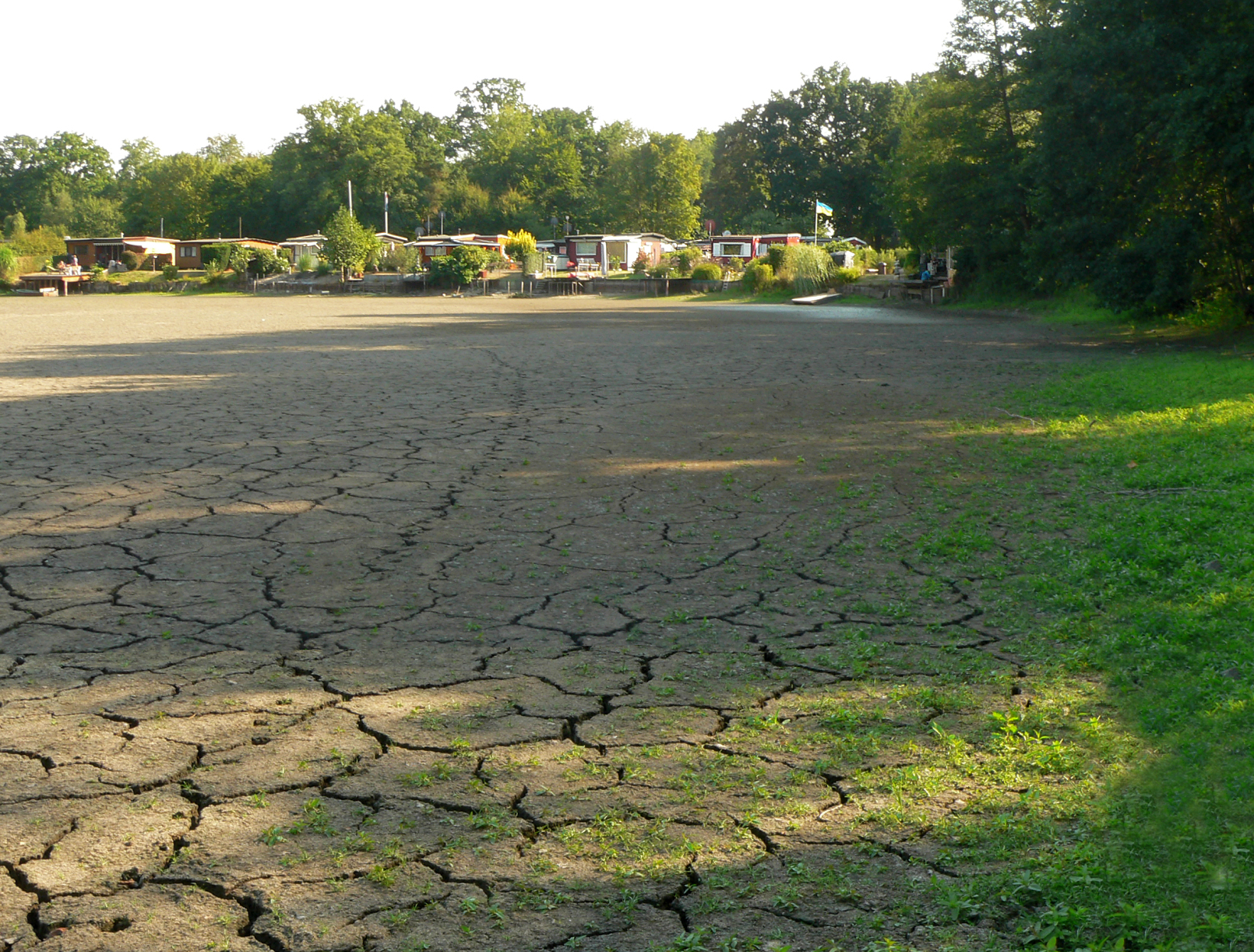
Trockenrisse im Gewässergrund

## Geschichte
Der Landwirt Friedrich Meinecke legte den Irenensee sowie die Spreewaldseen ab 1971 durch Ausbaggerungen an. Er benannte den See nach seiner Ehefrau Irene, die aus dem westlich des Seengebietes gelegenen Wohnplatz Dahrenhorst stammte. Nach Meinecke ist die auf den Irenensee zuführende Straße als Fritz-Meinecke-Weg benannt. Anlass für Friedrich Meinecke, das Feriengebiet zu schaffen, war die Schließung der Konservenfabrik in Burgdorf. Da er das von ihm produzierte Gemüse nicht mehr absetzen konnte, suchte er sich mit der Schaffung der Seenlandschaft und dem Betreiben eines Campingplatzes einen anderen Erwerbszweig.